# Matka Królów (powieść)
Matka Królów – powieść Kazimierza Brandysa z 1957 roku. 
Jedna z ważniejszych powieści polskiego października. Publikacja tej powieści była też obrazem przemiany moralnej Kazimierza Brandysa, wcześniej związanego z reżimem komunistycznym, który po roku 1956 zaczął się stopniowo oddalać od idei marksistowskiej, na plan pierwszy wysuwając problematykę moralną.
Powieść opisuje losy sprzątaczki Łucji Król, jej czterech synów oraz komunistycznego działacza – Wiktora Lewena. Wszyscy żyją w burzliwym okresie przemian, zaplątani w mechanizm historii. Czas akcji obejmuje dwudziestolecie międzywojenne, II wojnę światową oraz czasy powojenne. Szczególnie istotne są opisy lat stalinowskich, kiedy to nawet ludzie lojalni wobec reżimu mogli być niesłusznie oskarżani i skazywani.

## Bohaterowie
- Wiktor Lewen – wbrew tytułowi jest równorzędnym bohaterem i głównym rezonerem powieści. Historia życia rewolucjonisty, jego przemyślenia, dążenia, powojenna kariera, stanowią główną kanwę powieści i z jego perspektywy autor dokonuje rozrachunku z nieprawidłowościami systemu. Interesująco wykorzystany schemat baśniowy: matki, która wypuszcza w świat swoich czterech synów, zostaje niestety poddany biografii Lewena. To on wygłasza przydługie wypowiedzi w  pełnym frazesów, ciężkim, języku partyjnym.
- Łucja Król – zostaje przedstawiona jako osoba zdolna jedynie do podstawowych czynności, bezrefleksyjnego trwania wśród spadających na nią ciosów bezlitosnego losu. Jej mąż upił się i wpadł pod tramwaj, który obciął mu nogi. Koledzy męża złożyli się na pogrzeb. Została sama z trójką synów. Czwarty urodził się po pogrzebie. Jej biografia ma wymiar ponadczasowy. Jest kwintesencją heroicznego losu kobiety, zmagającej się z wszelkimi przeciwnościami, by nakarmić i wychować swe dzieci.
- bliźniacy Zenon i Roman Królowie – zostali początkowo przedstawieni jako nierozłączna para: razem pracują, jedzą, upijają się, śpią w jednym łóżku. Symetryczność ich losu została podporządkowana naczelnej tezie powieści o konieczności zmiany niesprawiedliwego ustroju. W połowie okupacji Zenon zostaje wywieziony na roboty do Niemiec. Traci czas, który Roman wykorzystuje na korzystny ożenek. Dzięki przeprowadzce na Pragę unika następnie losu powstańczej Warszawy i stosunkowo wcześnie nawiązuje współpracę z nową władzą. Zenon wraca z Niemiec za późno. Nierówny start zmienia braci w antagonistów: nieudacznika, topiącego swe smutki w alkoholu i zręcznego karierowicza. Dalsze ich losy nawiązują do wątków baśniowej sprawiedliwości. W połowie lat pięćdziesiątych bogaty brat, który wyrzekł się rodziny i gnębił swych pracowników zaczyna mieć kłopoty, a biedny zamieszkawszy z matką i pracując ciężko, układa sobie życie z ukochaną kobietą.
- Stanisław Król – najmłodszy z synów, pogrobowiec, w dniu wybuchu wojny ma siedem lat. Od początku chorowity, budzący się w nocy z krzykiem, należy do pokolenia najdotkliwiej zniszczonego przez wojnę. Nie posiadając doświadczeń przedwojennych, ani wzorców moralnych, bardzo szybko się wykoleja. Po wojnie dwudziestoletni poeta, złodziej, oszust, po rozprawie sądowej zgłasza się do wojska, pozostawiając kilkunastoletnią dziewczynę w ciąży (zaopiekuje się nią jego matka). Jego los pozostaje otwarty: może ustatkuje się u boku matki i żony idąc w ślady braci bliźniaków, może zostanie poetą, wzorując się częściowo na Klemensie.
- Klemens Król – jest najbardziej niezwykłym z braci. Jego ojcem duchowym zostaje Lewen, przekazując mu swą wiedzę, komunistyczne ideały i rewolucyjną moralność. W efekcie staje się głównym sprawcą jego nieszczęść, opuszczając go na dodatek w chwili próby. Klemens nie jest w powieści autonomiczną jednostką, lecz ofiarą wyższych sił Historii, symbolizującą tragizm losu młodych idealistów. Po okrutnym śledztwie na Szucha za udział w lewicowej partyzantce zostaje wysłany do obozu w Majdanku. Po wojnie ponownie aresztowany, tym razem przez partię, zostaje opuszczony przez żonę, braci i towarzyszy walki. Długotrwałe przesłuchania, pobyt w jednej celi z hitlerowskim zbrodniarzem, karcer, wreszcie śmierć w wyniku odnowienia się ran zadanych przez gestapo, nie są w stanie wpłynąć na jego ślepą wiarę. Jego ostatnie słowa brzmią: Niech moja krew wsiąknie w nasz sztandar[1].

## Problematyka
Matka Królów to powieść rozrachunkowa. Przeprowadzona w niej została analiza wewnętrznego dramatu ludzi związanych z komunistyczną ideologią. Kiedy oskarżano ich o zdradę, poddawani byli podwójnej próbie lojalności – wobec partii i własnego sumienia. Powieść jest oskarżeniem systemu stalinowskiego, ale nie tylko. Jest też opowieścią o wierze w podstawowe wartości ludzkie, które uosabia swoją postawą Łucja.
Rozliczeniowy cel powieści przejawia się w jej dwoistej strukturze, będącym reliktem socrealizmu, w sztucznym połączeniu konwencjonalnych losów reprezentatywnej polskiej rodziny i ideologicznej dyskusji prowadzonej na poziomie pogadanki ideologicznej. Niestety obie warstwy powieści, zamiast się uzupełniać, wzajemnie obnażają swe niedostatki. Kompozycja utworu jest pozornie trójdzielna: powieść opowiada o czasach przedwojennych, wojennych i powojennych. W rzeczywistości, nawet pod względem ilości stron, dzieli się na okres przed rewolucją i po rewolucji. Zdarzenia z historii nie związanej z rewolucją zasługują co najwyżej na jednozdaniową wzmiankę, jak uwaga o powstaniu warszawskim. 

## Recepcja
Powieść, wydana w 1957 roku, wywołała sprzeczne reakcje. Czytelnicy przyjęli ją z entuzjazmem, natomiast krytyka odniosła się do niej z dystansem. Przyczyną była specyficzna rozrachunkowość utworu. Matka Królów, ku satysfakcji czytelników, dawała bowiem obraz polskich losów, chociaż częściowo wolny od ingerencji wszechwładnej cenzury. Z drugiej jednak strony raziła schematyzmem i nadmiarem ideologicznych deklaracji. Była pisana z perspektywy niezachwianej wiary w czystość idei komunistycznych i możliwość naprawy popełnionych błędów i wypaczeń. Takie ujęcie historii najnowszej spotkało się ze zdecydowanym sprzeciwem krytyków. W kraju atakował je Artur Sandauer, na emigracji Gustaw Herling-Grudziński, który zresztą uznał powieść za pełną hipokryzji osobistą ekspiację za lata bezprzykładnego kłamstwa pisarskiego nagradzanego sowicie orderami, pieniędzmi, dostojeństwami politycznymi i pozycją prymusa literatury socrealistycznej. 
Powieść mimo ograniczeń spowodowanych funkcjonowaniem cenzury i niemożliwą po latach do zaakceptowania wymową, pozostaje przejmującym obrazem splątanych losów ludzkich, choć przedstawionych w agitacyjnym stylu okresu rozrachunków. Być może dlatego tak wielkim powodzeniem cieszyła się ekranizacja powieści, dokonana przez Janusza Zaorskiego w 1982, rozpowszechniana w kinach w 1987. Film wysuwa na pierwszy plan postać Łucji Król, której uparte trwanie wśród przeciwności i pogodzenie się z losem stanowi największy atut utworu. Jeden wpada pod tramwaj, na drugiego przewraca się wóz z cegłami, a to, co pośrodku, to jest życie, stwierdza główna bohaterka i dodaje: Nie narzekam. Innym było ciężej. 